# Grand Prix Pino Cerami 2016
Il Grand Prix Pino Cerami 2016, cinquantesima edizione della corsa e valevole come evento dell'UCI Europe Tour 2016 categoria 1.1, si svolse il 20 luglio 2016 su un percorso di 211 km, con partenza da Saint-Ghislain e arrivo a Frameries, in Belgio. La vittoria fu appannaggio del belga Jelle Wallays che terminò la gara in 4h41'58", alla media di 44,899 km/h, precedendo il connazionale Jérôme Baugnies e il britannico Christopher Latham.
Sul traguardo di Frameries 125 ciclisti, su 155 partenti, portarono a termine la competizione.

## Squadre e corridori partecipanti
| N.      | Cod. | Squadra                          |
| ------- | ---- | -------------------------------- |
| 11-18   | EQS  | Etixx-Quick Step                 |
| 21-28   | FDJ  | FDJ                              |
| 31-38   | LTS  | Lotto-Soudal                     |
| 41-48   | WGG  | Wanty-Groupe Gobert              |
| 51-58   | FVC  | Fortuneo-Vital Concept           |
| 61-68   | DPC  | Drapac Professional Cycling      |
| 71-78   | SSG  | Stölting Service Group           |
| 81-88   | TSV  | Topsport Vlaanderen-Baloise      |
| 91-98   | ROP  | Roompot Oranje Peloton           |
| 101-108 | WBC  | Wallonie Bruxelles-Group Protect |
| 111-118 | AHB  | Axeon-Hagens Berman              |

| N.      | Cod. | Squadra                        |
| ------- | ---- | ------------------------------ |
| 121-128 | TTF  | Team Trefor                    |
| 131-138 | AIW  | Avanti IsoWhey Sports          |
| 141-147 | CRV  | Crelan-Vastgoedservice         |
| 151-157 | WGN  | Team Wiggins                   |
| 161-168 | AZT  | D'Amico-Bottecchia             |
| 171-178 | RLM  | Roubaix-Lille Métropole        |
| 181-188 | WIL  | Veranda's Willems Cycling Team |
| 191-198 | VER  | Veranclassic-Ago               |
| 201-208 | CCB  | Color Code-Arden'Beef          |
| 211-218 | PCW  | T.Palm-Pôle Continental Wallon |

## Ordine d'arrivo (Top 10)
| Pos. | Corridore           | Squadra      | Tempo    |
| ---- | ------------------- | ------------ | -------- |
| 1    | Jelle Wallays       | Lotto        | 4h41'58" |
| 2    | Jérôme Baugnies     | Wanty        | a 7"     |
| 3    | Christopher Latham  | Wiggins      | a 13"    |
| 4    | Wout Van Aert       | Crelan       | s.t.     |
| 5    | Tim Kerkhof         | Roompot      | a 15"    |
| 6    | Antonino Parrinello | D'Amico      | s.t.     |
| 7    | Gert Dockx          | Lotto-Soudal | s.t.     |
| 8    | Marco Tizza         | D'Amico      | s.t.     |
| 9    | Gianni Vermeersch   | Veranda's    | s.t.     |
| 10   | Dimitri Claeys      | Wanty        | s.t.     |